# 간사이 기원
간사이 기원(関西棋院)은 간사이 바둑 협회이자 일본의 바둑 단체의 하나로서 1950년 하시모토 우타로에 의해 설립되었다. 주요 경쟁 기원인 일본기원만큼 규모가 크지는 않지만 일본기원이 하는 것처럼 선수들에게 수료증을 발급하고 전문기사들을 감독한다.
제2차 세계 대전으로 말미암아 일본기원 행사를 위해 오사카 지역에서 도쿄로 여행을 가는 일은 대단히 힘들어졌다. 일본기원은 서부에 지부를 두었으나 1950년 본인방 칭호에 관한 논쟁이 일자 이 부서는 독립을 선언하였다.

## 같이 보기
- 국제 바둑 연맹
- 일본기원